# Stanley Clements
Stanley Clements (16 de julio de 1926 – 16 de octubre de 1981) fue un actor y humorista estadounidense.

## Biografía
Su verdadero nombre era Stanislaw Klimowicz, y nació en Long Island, Nueva York. Ya de joven, Clements quiso dedicarse al mundo del espectáculo y, tras graduarse en el colegio, viajó con una compañía de vodevil durante dos años. Posteriormente se unió a la compañía  itinerante del programa Major Bowes Amateur Hour, y en 1941 firmó contrato con 20th Century Fox y actuó en varias de las producciones de serie B del estudio. 
Tras un corto período con los East Side Kids, siguió de nuevo la carrera artística en solitario, esta vez consiguiendo papeles en producciones de mayor prestigio. Así, actuó en el film de Bing Crosby Going My Way, y consiguió un gran éxito con el papel de jockey en la película de Alan Ladd Salty O'Rourke. 
Sin embargo, su carrera se vio interrumpida por el servicio militar durante la Segunda Guerra Mundial y, tras su vuelta, empezó a actuar en películas de bajo presupuesto, entre ellas Johnny Holiday. Después trabajó en una serie de películas de acción y detectives de Allied Artists Pictures Corporation con el productor Ben Schwalb y el director Edward Bernds. 
Schwalb pronto llegó a ser productor de los The Bowery Boys, y cuando necesitó reemplazar a Leo Gorcey en 1956, pidió a Clements que asumiera su puesto. Clements se adaptó con facilidad al papel de compañero de Huntz Hall, siendo su primera colaboración Fighting Trouble, y trabajando finalmente en las últimas siete comedias de Bowery Boys. La serie finalizó en 1958, y Clements continuó con una estable trayectoria como actor de reparto tanto en el cine como en la televisión. Uno de sus últimos trabajos tuvo lugar en un comercial de las patatas Pringles emitido a nivel nacional.
Stanley Clements falleció en 1981 en Pasadena (California), a causa de un enfisema. Fue enterrado en el Cementerio Nacional de Riverside, California.

## Selección de su filmografía
- Smart Alecks* (1942)
- 'Neath Brooklyn Bridge (1942)
- The More the Merrier (1943)
- Ghosts on the Loose* (1943)
- Going My Way (1944)
- Salty O'Rourke (1946)
- Hazard (1948)
- Canon City (1948)
- Mr. Soft Touch (1949)
- Destination Murder (1950)
- Boots Malone (1952)
- White Lightning (1953)
- Off Limits (1953)
- Fighting Trouble* (1956)
- Hot Shots* (1956)
- Hold That Hypnotist* (1957)
- Spook Chasers* (1957)
- Looking for Danger* (1957)
- Up in Smoke* (1957)
- In the Money* (1958)
- Sniper's Ridge (1961)
- Devil's Partner (1962) (guionista)
- El mundo está loco, loco, loco (1963) (sin créditos)

(*) – Film de las series de los East Side Kids o Bowery Boys